# قانون اجرا شبکه
قانون اجرا شبکه (به انگلیسی: The Network Enforcement Act) (آلمانی: Gesetz zur Verbesserung der Rechtsdurchsetzung in sozialen Netzwerken), که تحت نام قانون فیس بوک هم شناخته می‌شود، یک قانون در آلمان است که هدف آن مبارزه با خبررسانی جعلی، نفرت‌پراکنی و اطلاعات نادرست آنلاین است.
این قانون پلتفرم‌های رسانه‌های اجتماعی با بیش از ۲ میلیون کاربر را موظف می‌کند که محتوای «به وضوح غیرقانونی» را ظرف ۲۴ ساعت و تمام محتوای غیرقانونی را ظرف ۷ روز پس از ارسال حذف کنند، در غیر این صورت با جریمه حداکثر ۵۰ میلیون یورویی مواجه خواهند شد. محتوای حذف شده باید حداقل ۱۰ هفته پس از آن ذخیره شود و پلتفرم‌ها هر شش ماه یکبار باید در مورد برخورد با محتوای غیرقانونی گزارش شفاف سازی ارائه کنند. این قانون در ژوئن ۲۰۱۷ توسط بوندستاگ تصویب شد و در ژانویه ۲۰۱۸ به‌طور کامل اجرایی شد.
این قانون هم در سطح محلی و هم در سطح بین‌المللی توسط سیاستمداران، گروه‌های حقوق بشر، روزنامه‌نگاران و دانشگاهیان به دلیل تشویق پلتفرم‌های رسانه‌های اجتماعی برای سانسور پیشگیرانه مورد انتقاد قرار گرفته و به عقیده آنان این قانون به منزله محدود کردن آزادی بیان در آلمان است.
طبق یک ارزیابی که وزارت دادگستری آلمان انجام داده، این قانون منجر به «بهبود قابل توجه‌ای در مدیریت شکایات و پاسخگویی ارائه دهندگان شبکه در برخورد با محتوای غیرقانونی» شده‌است.